# La Bande à Bouboule
Pour plus de détails, voir Fiche technique et Distribution.
La Bande à Bouboule est un film français réalisé par Léon Mathot, sorti en 1931.

## Synopsis
Bouboule est chauffeur de taxi, et avant tout grand amateur de courses de chevaux, copropriétaire d'une belle jument, Titine. Mais bientôt, entre Nénette et Émilienne sa vie va se compliquer.

## Fiche technique
- Titre : La Bande à Bouboule
- Réalisation : Léon Mathot
- Scénario : Albert Willemetz et René Pujol
- Photographie : René Gaveau et Paul Parguel
- Son : Marcel Royné
- Musiques : Casimir Oberfeld, Fred Mélé et Léo Poll[1]
- Production : Joseph Ermolieff
- Société de production : Gaumont
- Pays d'origine :  France
- Format : Noir et blanc - 35 mm - 1,37:1
- Genre : comédie
- Durée : 95 minutes
- Date de sortie : France, 18 décembre 1931
- Affiche : Fernand François (France)

## Distribution
- Georges Milton : Bouboule
- Mona Goya : Émilienne
- Louis Kerly : Dickson
- Lily Zévaco : Nénette
- Madeleine Guitty : une commère
- Raymond Guérin-Catelain : Raymond, le fiancé
- Germaine Charley : Madame Lormeret
- Henri Étiévant : l'inspecteur Richard
- Denise Kerny
- Marthe Mussine
- Pierre Piérade
- Étienne Denois
- Max Dunand
- Paul Velsa